# Кам’янки
Кам'янки (пол. Kamionki) — зникле лемківське село у Підкарпатському воєводстві Республіка Польща, Сяноцького повіту, гміна Загір'я. 

## Історія
У 1854 році була збудована дерев'яна греко-католицька церква св. Вмч. Димитрія.
У 1880 р. в селі було 229 жителів (українців-грекокатоликів).
У XIX ст. панські маєтності були у власності Едмунда Красіцького.
У 1936 р. в селі проживали 354 греко-католики. 
У 1939 р. в селі було переважно лемківське населення: з 340 жителів села — 330 українців і 10 євреїв. Село входило до ґміни Лукове Ліського повіту Львівського воєводства.

## Церква
До виселення лемків у 1945 році в СРСР та депортації в 1947 році в рамках акції Вісла у селі була греко-католицька церква св. Вмч. Димитрія, яка належала до парафії Кальниця (Сяноцький повіт) Балигородського деканату Перемиської єпархії.